# Iguiporã
Iguiporã é um distrito do município brasileiro de Marechal Cândido Rondon, no estado do Paraná.